# Eurofarm Pelister
El Eurofarm Pelister es un club de balonmano macedonio de la localidad de Bitola.
El 29 de noviembre de 2019 se fusionó el Eurofarm Rabotnik y el RK Pelister, los dos principales clubes de la ciudad de Bitola, con el objetivo de crear una plantilla mucho más competitiva.

## Palmarés
- Liga de Macedonia del Norte de balonmano (2):
  - 2023, 2024

## Plantilla 2024-25
|  | Porteros - 01 Nikola Mitrevski - 12 Vasilije Pečurica - 16 Filip Ivić Extremos izquierdos - 02 Dejan Manaskov - 08 Cvetan Kuzmanoski - 33 Petar Atanasijevikj Extremos derechos - 17 Bogdan Radivojević - 19 Nenad Kosteski Pívots - 06 Samoil Ristevski - 44 Žarko Peševski - 48 Kajo Cikatić - 89 Mohamed Mamdouh | Laterales izquierdos - 13 Uroš Borzaš - 20 Ilija Abutović - 34 Emilijan Gjorgovski - 88 Pavle Atanasijevikj Centrales - 09 Domen Tajnik - 18 Filip Kuzmanovski - 77 Alem Hadžić Laterales derechos - 03 Nejc Cehte - 31 Pavle Petrović - 71 Oussama Hosni |